# Schwarzkehl-Nachtschwalbe
Die Schwarzkehl-Nachtschwalbe (Antrostomus vociferus, Syn.: Caprimulgus vociferus) ist eine Vogelart aus der Familie der Nachtschwalben (Caprimulgidae).
Sie kommt im Süden Kanadas und im Osten der USA vor und überwintert im Südosten der USA über Mexiko bis Kuba und Panama.
Ihr Verbreitungsgebiet umfasst alle Arten von Wald und offenen baumbestandenen Flächen, gerne Eichen und/oder Kiefern bis 1200 m.
Früher wurde die Art als konspezifisch mit der Puerto-Rico-Nachtschwalbe (Antrostomus noctitherus) und bis kürzlich noch mit der Mexiko-Nachtschwalbe (Antrostomus arizonae) angesehen.

## Beschreibung
Die Schwarzkehl-Nachtschwalbe ist 22–27 cm groß, das Männchen wiegt zwischen 43 und 63 g, das Weibchen zwischen 44 und 61 g. Die Oberseite ist graubraun schwarzbraun gestreift. Sie hat einen schmalen weißen Streifen unter der Kehle. Nur beim Männchen findet sich Weiß im Schwanz an der Außenseite der drei äußeren Steuerfedern.
Die Schwarzkehl-Nachtschwalbe ähnelt der Rostnachtschwalbe (Antrostomus rufus) und der Carolinanachtschwalbe (Antrostomus carolinensis), ist aber grauer gefärbt mit dunkler Strichelung auf dem Scheitel.

## Stimme
Der Ruf des Männchens wird als gepfiffenes whip, pr-will oder whip, pr-weeea beschrieben, nächtlich von einem Ansitz wie einem Ast oder Felsen aus gerufen.

## Lebensweise
Die Nahrung besteht aus Nachtfaltern, Käfern, Grillen, Heuschrecken, Stechmücken, Köcherfliegen, Wanderheuschrecken, Ameisen und Würmern.
Die Brutzeit liegt zwischen Mai und Juli.

## Gefährdungssituation
Die Schwarzkehl-Nachtschwalbe gilt als „potenziell gefährdet“ (near threatened).